# Friedrich Wilhelm von Gärtner
Pour les articles homonymes, voir Gärtner.
 (juin 2024).
Si vous disposez d'ouvrages ou d'articles de référence ou si vous connaissez des sites web de qualité traitant du thème abordé ici, merci de compléter l'article en donnant les références utiles à sa vérifiabilité et en les liant à la section « Notes et références ».

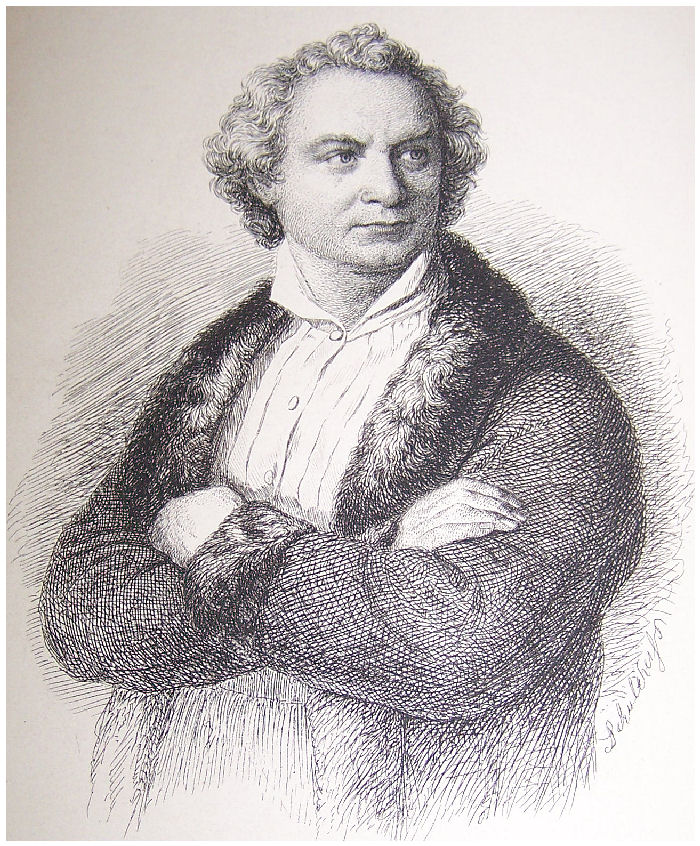
Friedrich von Gärtner, dans le livre de Hans Moninger en 1882

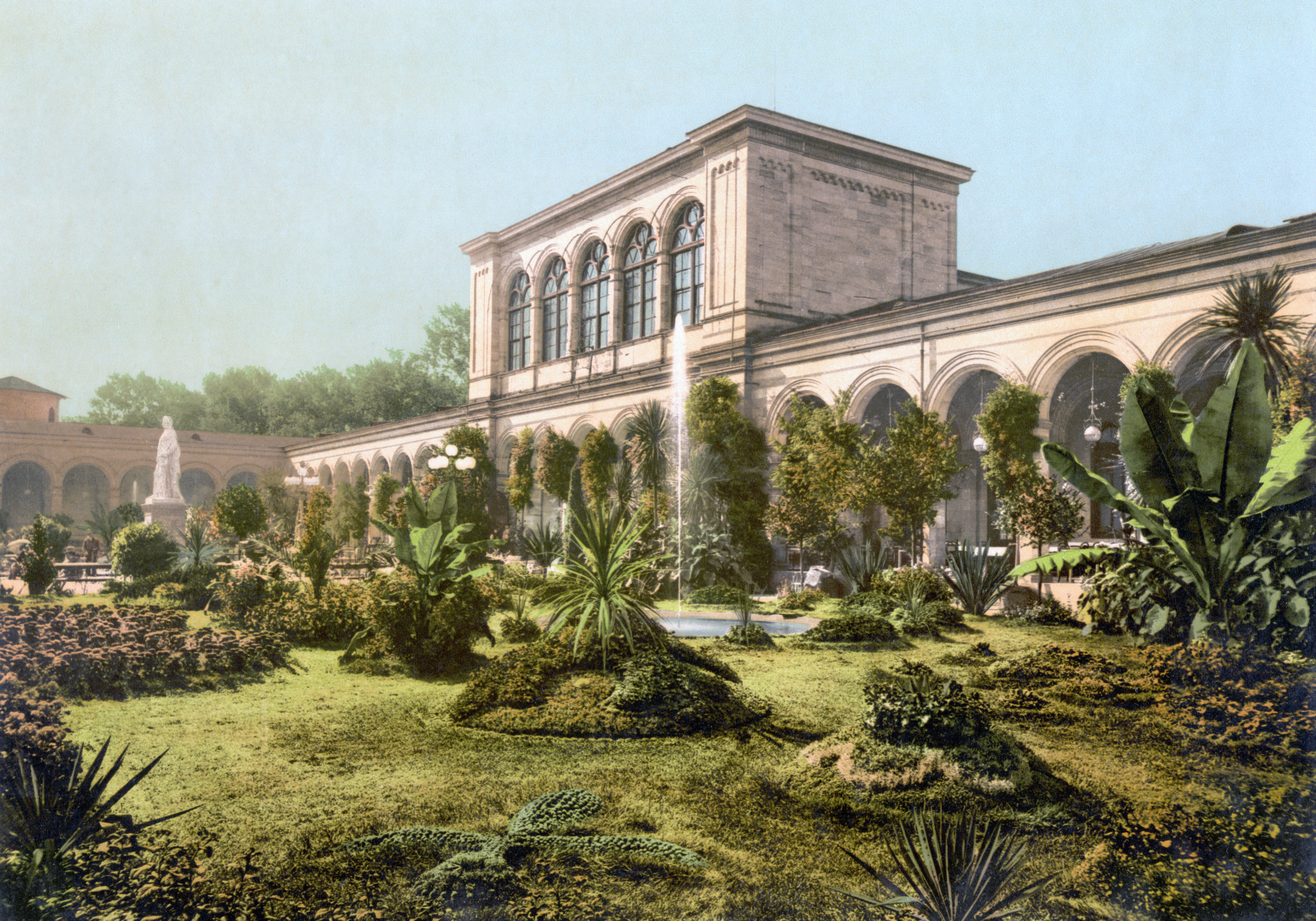
Construction en arcade à Bad Kissingen en 1900

Friedrich Wilhelm von Gärtner (né le 10 décembre 1791 à Coblence et décédé le 21 avril 1847 à Munich) est un architecte bavarois. Avec Leo von Klenze, il est un des principaux maîtres d'œuvre bavarois du temps de Louis Ier de Bavière.

## Biographie
Il est le fils de l'architecte Johann Andreas Gärtner (de), qui a notamment participé à la construction du château des Princes-Électeurs de Coblence.
En 1809, il entre à l'Académie des beaux-arts de Munich. En 1812, il part à Paris et y étudie jusqu'en 1814.
Il passe ensuite quelques années à Rome, Naples et en Sicile.
Il publie un récit de ses expériences et de ses observations en 1819 dans une lithographie intitulée : Ansichten der am meisten erhaltenen Monumente Siziliens, soit vues des monuments siciliens les mieux conservés.
La même année, il est nommé professeur d'architecture à l'académie des beaux-arts de Munich. 
Il dirige en parallèle la manufacture de porcelaine de Nymphenburg ainsi que l'atelier de peinture sur verre.
Le décollage de sa carrière a lieu en 1827, quand il propose un projet pour la construction d'une nouvelle bibliothèque d'État bavaroise et de ses archives. Les travaux ne commencent cependant qu'en 1832.
Ce projet lui attire la confiance du roi, qui lui confie par la suite la planification de la prolongation de la Ludwigstrasse vers le nord.
Recommandé par Peter von Cornelius, il commence la construction de l'église Saint-Louis en 1829.
Il est ensuite nommé au conseil supérieur des constructions, ainsi qu'inspecteur général des monuments artistiques, plastiques et architecturaux bavarois. Il dirige alors toute une série de constructions publiques.
En 1840, il est anobli puis voyage avec ses artisans et ses peintres à Athènes afin d'améliorer et de terminer ses plans et dessins préparatoires des futurs palais royaux.
À son retour, il restaure entre autres la cathédrale de Bamberg. 
En 1842, la construction du Befreiungshalle de Kelheim commence sous sa direction. Toutefois, le roi décide par la suite de modifier les plans et de confier le chantier à Leo von Klenze.
La même année, il devient directeur de l'académie des beaux-arts. Il commence également à construire les différents cimetières de Munich.
Son style architectural, affilié au style Rundbogenstill, est caractérisé comme son nom l'indique par l'usage de l'arc romain, et d'autres éléments rappelant l'antiquité romaine en général. C'est un style qui cherche la créativité, s'opposant ainsi au style néoclassique dans lequel les horizontales et les verticales sont soulignées.
Ses façades sont monumentales, conformément aux souhaits de Louis Ier, qui veut faire de Munich un centre pour l'art et la culture en construisant de nombreux monuments, dans l'idéal des classiques. 
Le Rundbogenstill a beaucoup de répercussions à l'étranger, par exemple aux États-Unis.
Gärtner est enterré au Alter Südfriedhof de Munich.
Un de ses bustes se trouve sur la Gärtnerplatz, place Gärtner, à Munich. Un autre se trouve dans le Ruhmeshalle de Munich.

## Constructions
- Église Saint-Louis de Munich (1829-1844)
- Reconstruction de l'Isartor de Munich
- Synagoge d'Ingenheim (1831-1832), Billigheim-Ingenheim
- Bibliothèque d'État bavaroise (1832–1842) , Munich
- Blindeninstitut (1833–1835), Ludwigsstraße, Munich
- Arkadenbau et Kursaal (1833–38), Bad Kissingen
- Bâtiment principal de l'université Louis-et-Maximilien (1835-1840), Munich
- Georgianum ducal (de) (1835–1840), Prof.-Huber-Platz, Munich
- Erziehungsinstituts für adlige Fräulein, c'est-à-dire institut d'éducation pour jeunes demoiselles (à l'origine bâtiment du Max-Josef-Stift (de)), Ludwigstraße, aujourd'hui Prof.-Huber-Platz, Munich
- Damenstift St. Anna (1836–1839), Munich
- Alte Saline (de), vieille saline, (1836–1839), Bad Reichenhall
- Château royal, (1836–1843), Athènes, aujourd'hui siège du parlement
- Salinenadministration, administration des salines (1838–1843), Munich
- Pompejanum (1839-1847/50), Aschaffenbourg
- Feldherrnhalle (1841–1844), Munich
- Commissariat de Lohr am Main (1842, ancien hôpital, puis tribunal civil provincial)
- Befreiungshalle 1842 début des travaux, Kelheim
- Palais Wittelsbach (1843–1847/49), Munich
- Siegestor (1843–1847/52), Munich
- Evangelisch-lutherische Erlöserkirche (1847), Bad Kissingen
- Villa de la reine, Ludwigsstraße München
- Kurhaus, Bad Brückenau
- Hôtel-de-ville, Zwickau
- Krugmagazin (Bad Kissingen) (de) (1839)

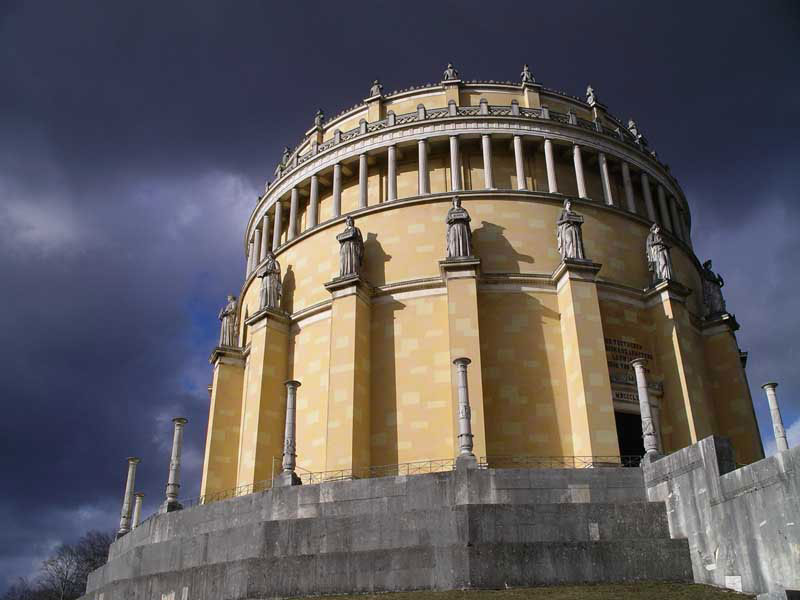
Befreiungshalle
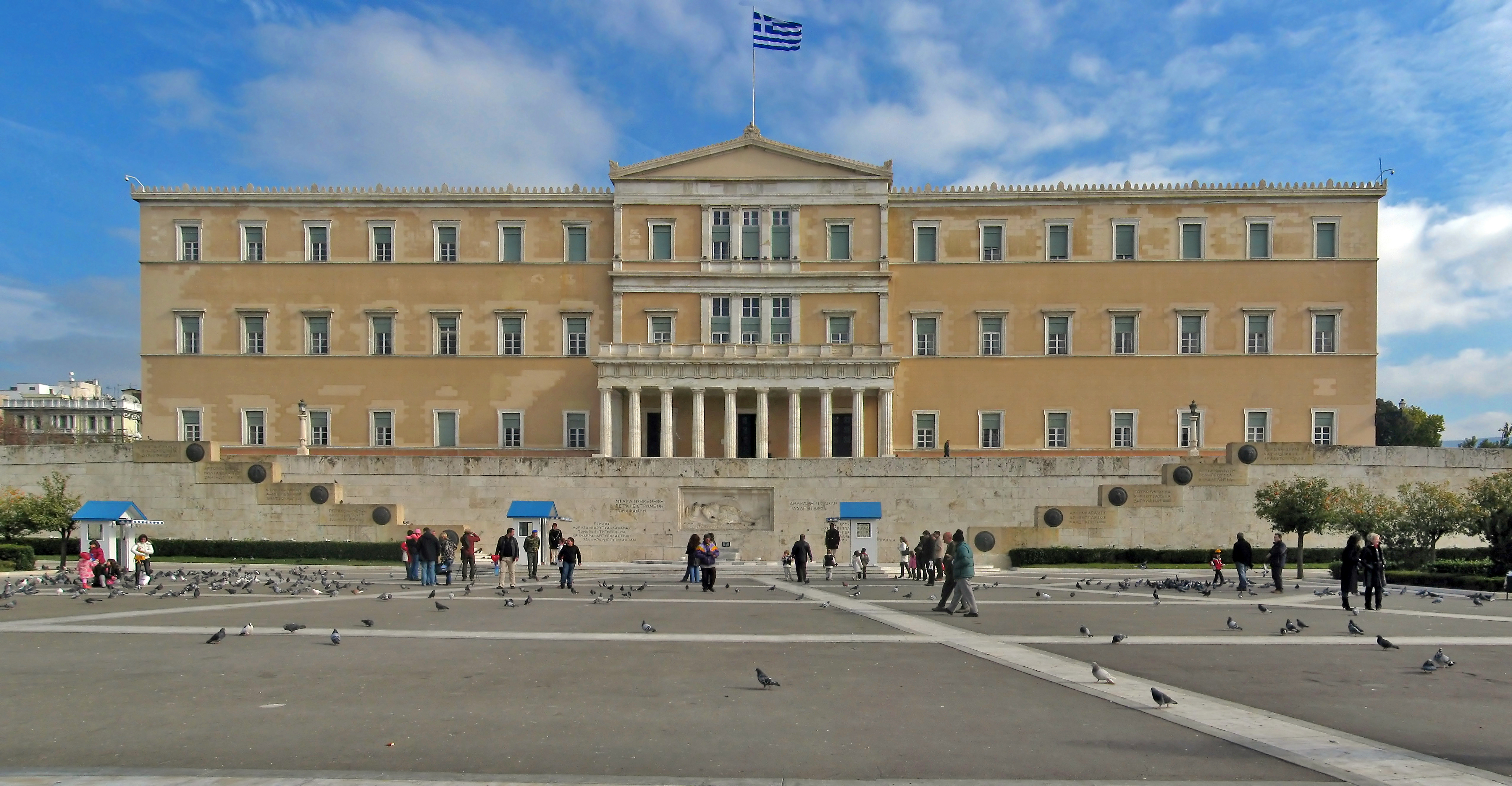
Parlement grec
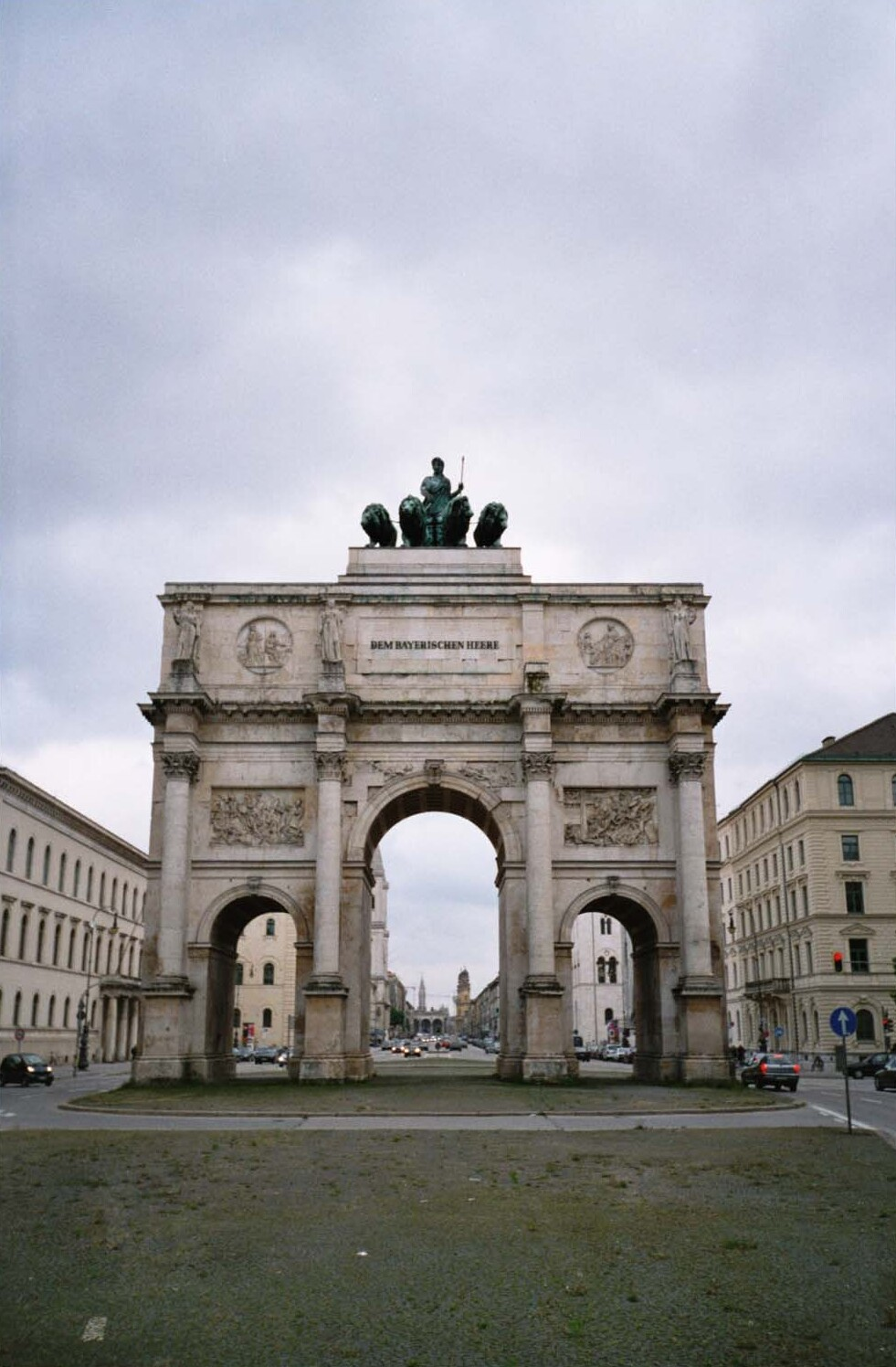
Siegestor
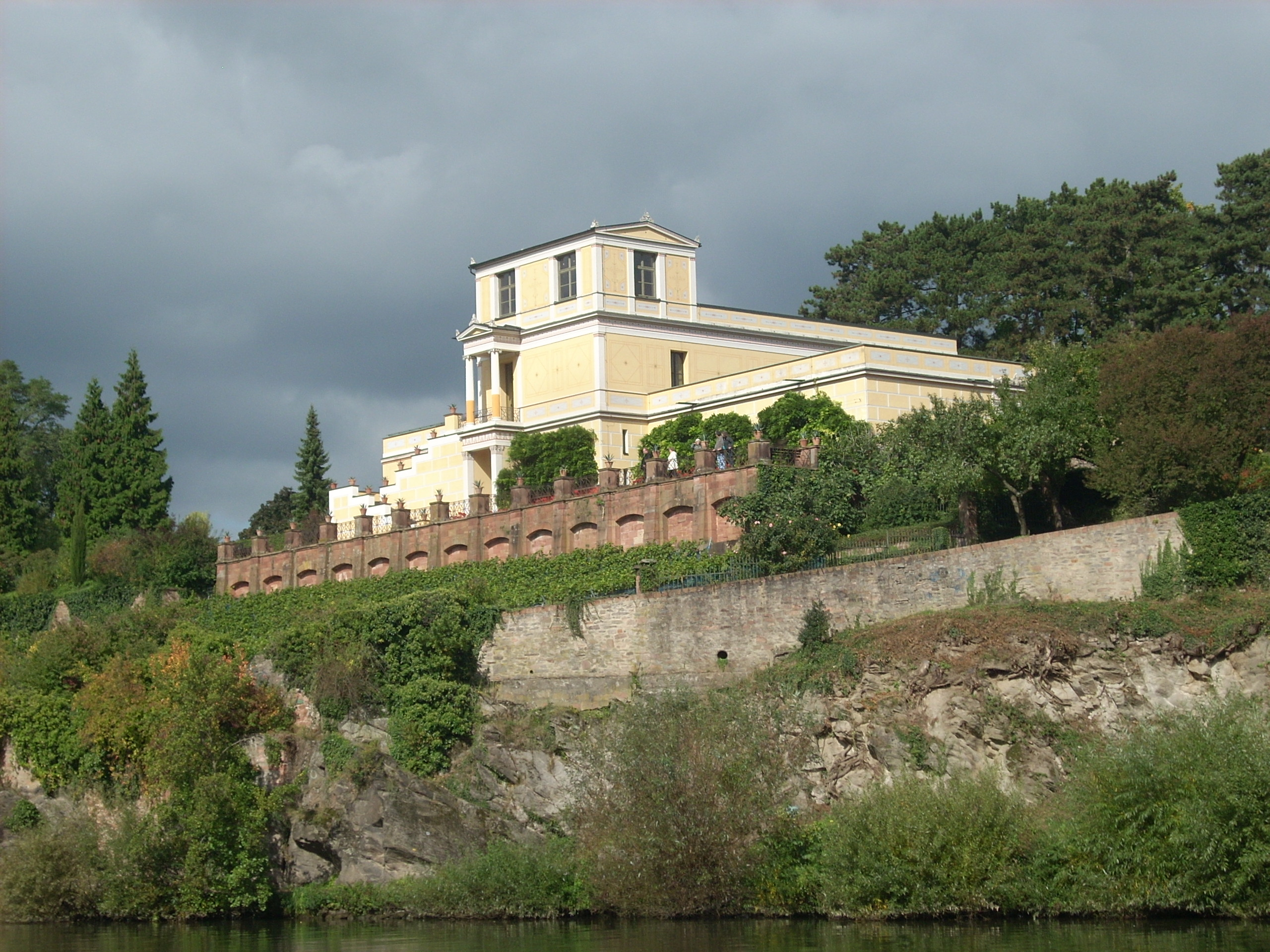
Pompejanum

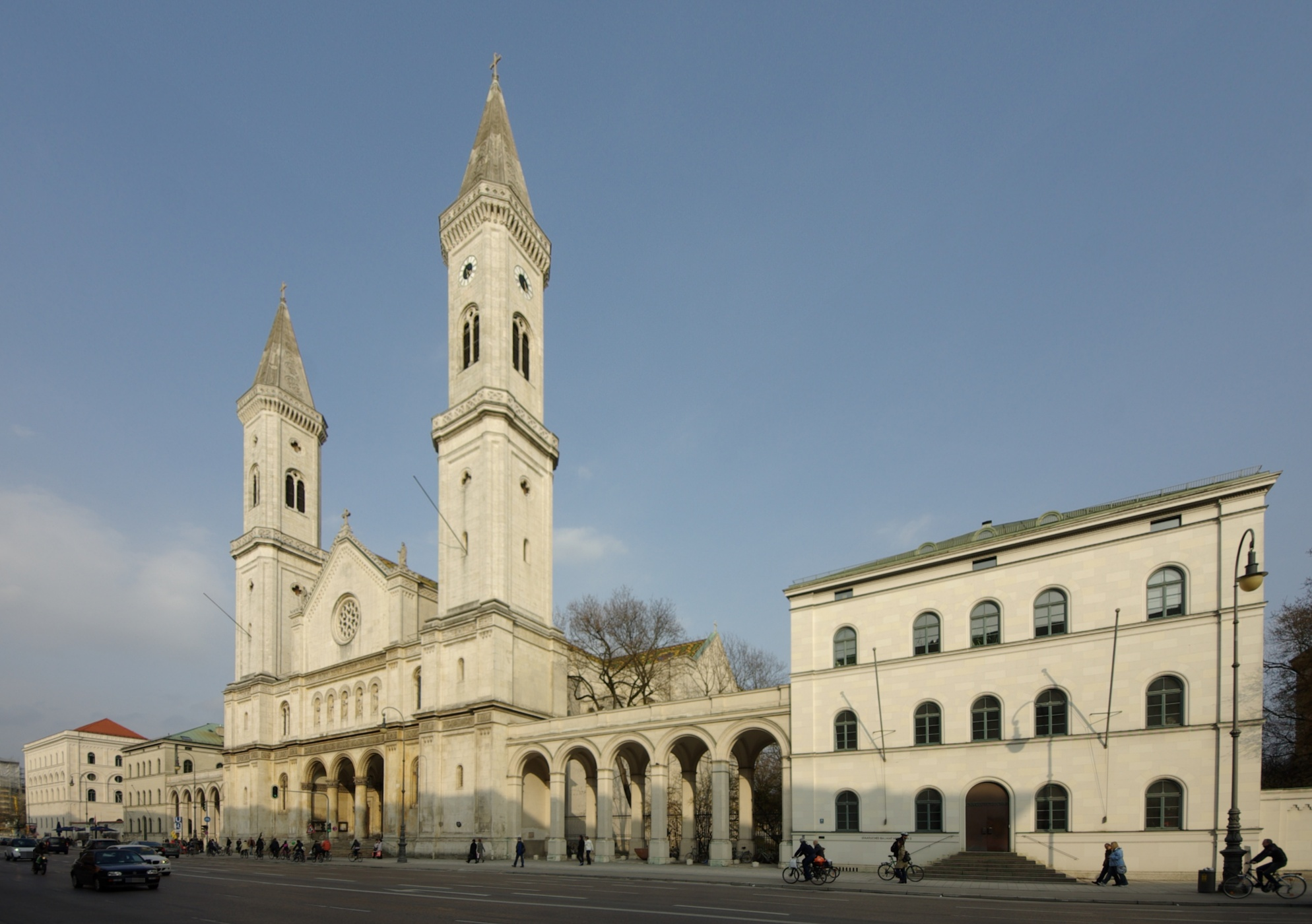
Église Saint-Louis
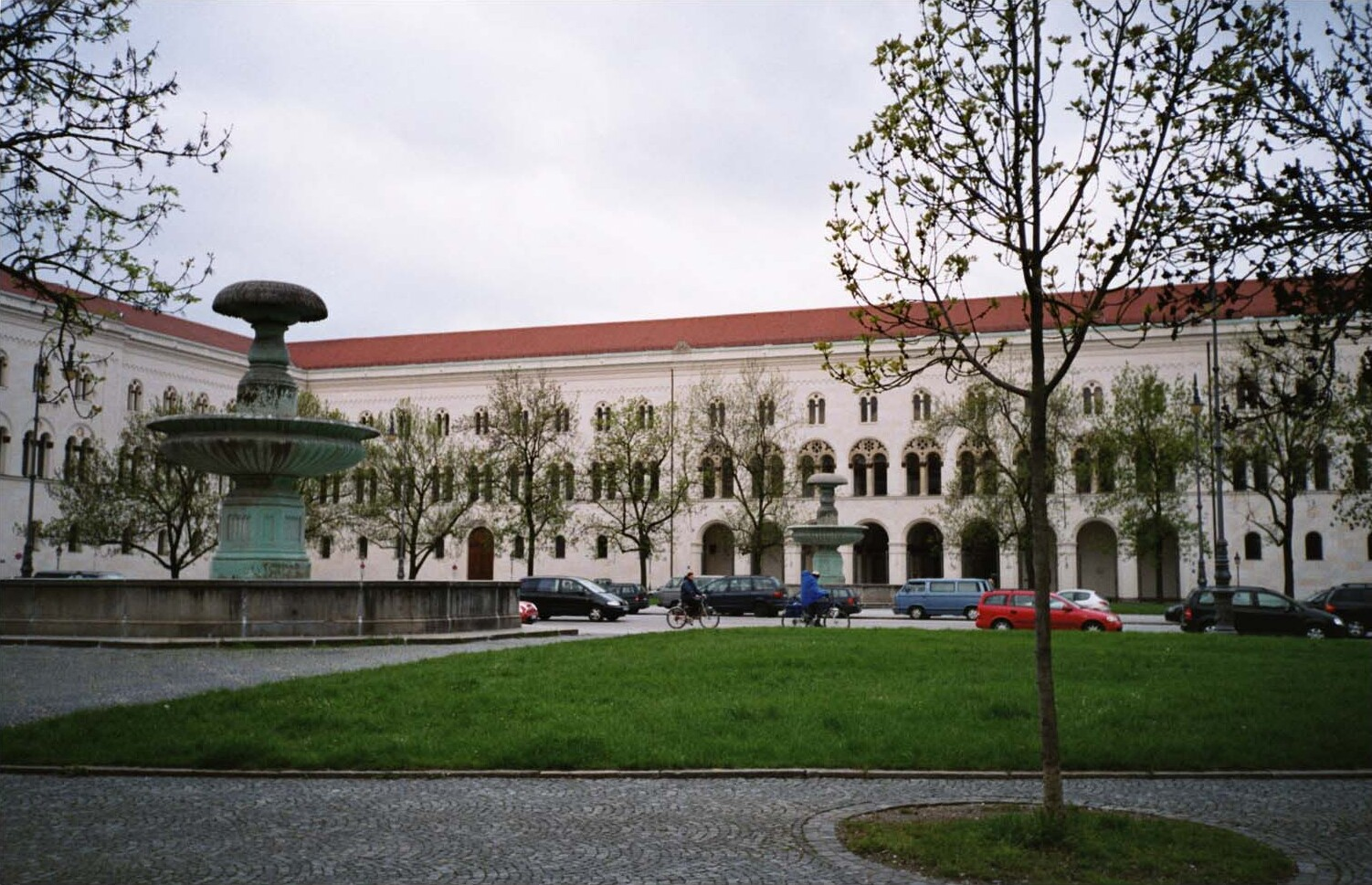
Bâtiment principal de la LMU
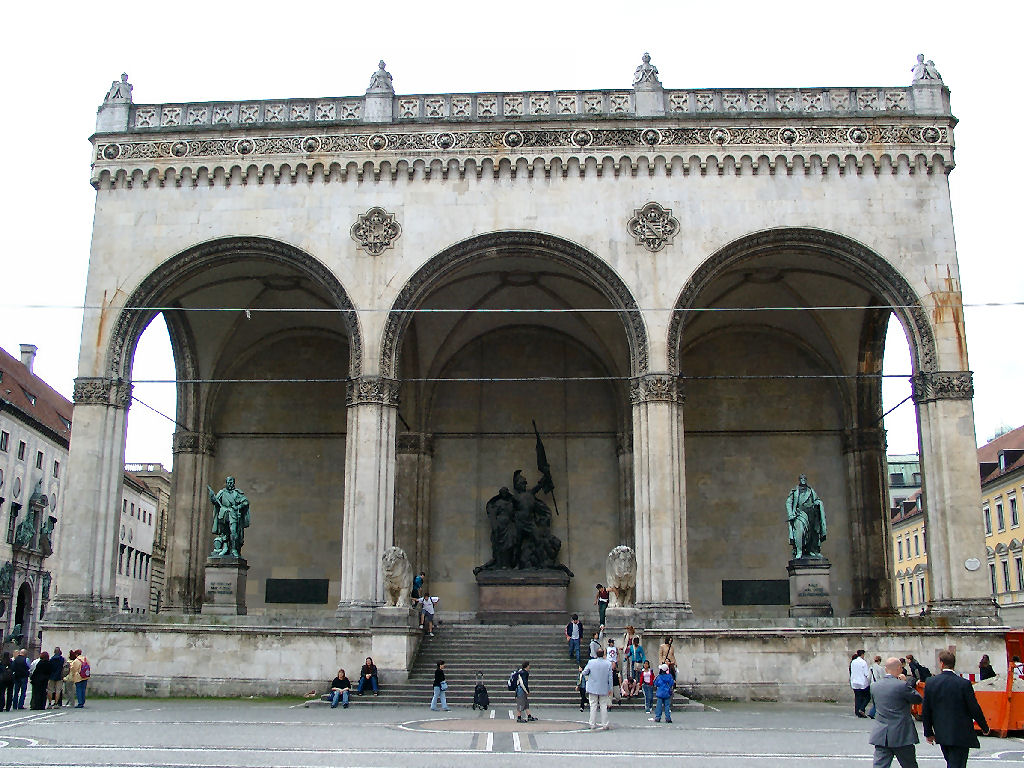
Feldherrnhalle

## Apprentis
- Max Emanuel Ainmiller
- Mathias Berger
- Franz Xaver Beyschlag
- Anton von Braunmühl (de)
- Eduard Bürklein (de)
- Friedrich Bürklein (de)
- Lorenz Hoffmann
- Karl Friedrich Andreas Klumpp
- Karl Leimbach
- Eduard Metzger (de)
- Johann Moninger
- Robert Moser (de)
- Anton Mühe
- Carl Rothpletz (de)
- Georg von Stengel

## Œuvre écrite
- (de) Römische Bauverzierungen nach der Antike, Munich, 1824
- (de) Auswahl von Vasen und Gefäßen, auf Stein graviert, Munich, 1825
- (de) Hans Moninger, Friedrich von Gärtner’s Original - Pläne und Studien, Munich, Selbstverlag, 1882

## Film
- (de) Dieter Wieland, Friedrich von Gärtner - Der Baumeister Ludwigs I., BR, 1992